# Brasiliens Grand Prix 2012
Brasiliens Grand Prix 2012, officiellt Formula 1 Grande Prêmio Petrobras do Brasil 2012, var en Formel 1-tävling som hölls den 25 november 2012 på Autódromo José Carlos Pace i São Paulo, Brasilien. Det var den tjugonde tävlingen av Formel 1-säsongen 2012 och kördes över 71 varv. Vinnare av loppet blev Jenson Button för McLaren, tvåa blev Fernando Alonso för Ferrari, och trea blev Felipe Massa, även han för Ferrari.

## Kvalet
| KR. | Nr | Förare             | Konstruktör          | Q1       | Q2       | Q3       | Grid |
| --- | -- | ------------------ | -------------------- | -------- | -------- | -------- | ---- |
| 1   | 4  | Lewis Hamilton     | McLaren-Mercedes     | 1.15,075 | 1.13,398 | 1.12,458 | 1    |
| 2   | 3  | Jenson Button      | McLaren-Mercedes     | 1.15,456 | 1.13,515 | 1.12,513 | 2    |
| 3   | 2  | Mark Webber        | Red Bull-Renault     | 1.16,180 | 1.13,667 | 1.12,581 | 3    |
| 4   | 1  | Sebastian Vettel   | Red Bull-Renault     | 1.15,644 | 1.13,209 | 1.12,760 | 4    |
| 5   | 6  | Felipe Massa       | Ferrari              | 1.16,263 | 1.14,048 | 1.12,987 | 5    |
| 6   | 18 | Pastor Maldonado   | Williams-Renault     | 1.16,266 | 1.13,698 | 1.13,174 | 161  |
| 7   | 12 | Nico Hülkenberg    | Force India-Mercedes | 1.15,536 | 1.13,704 | 1.13,206 | 6    |
| 8   | 5  | Fernando Alonso    | Ferrari              | 1.16,097 | 1.13,856 | 1.13,253 | 7    |
| 9   | 9  | Kimi Räikkönen     | Lotus-Renault        | 1.16,432 | 1.13,698 | 1.13,298 | 8    |
| 10  | 8  | Nico Rosberg       | Mercedes             | 1.15,929 | 1.13,848 | 1.13,489 | 9    |
| 11  | 11 | Paul di Resta      | Force India-Mercedes | 1.15,901 | 1.14,121 |          | 10   |
| 12  | 19 | Bruno Senna        | Williams-Renault     | 1.15,333 | 1.14,219 |          | 11   |
| 13  | 15 | Sergio Pérez       | Sauber-Ferrari       | 1.15,974 | 1.14,234 |          | 12   |
| 14  | 7  | Michael Schumacher | Mercedes             | 1.16,005 | 1.14,334 |          | 13   |
| 15  | 14 | Kamui Kobayashi    | Sauber-Ferrari       | 1.16,400 | 1.14,380 |          | 14   |
| 16  | 16 | Daniel Ricciardo   | Toro Rosso-Ferrari   | 1.16,744 | 1.14,574 |          | 15   |
| 17  | 17 | Jean-Éric Vergne   | Toro Rosso-Ferrari   | 1.16,722 | 1.14,619 |          | 17   |
| 18  | 10 | Romain Grosjean    | Lotus-Renault        | 1.16,967 |          |          | 18   |
| 19  | 21 | Vitalij Petrov     | Caterham-Renault     | 1.17,073 |          |          | 19   |
| 20  | 20 | Heikki Kovalainen  | Caterham-Renault     | 1.17,086 |          |          | 20   |
| 21  | 24 | Timo Glock         | Marussia-Cosworth    | 1.17,508 |          |          | 21   |
| 22  | 25 | Charles Pic        | Marussia-Cosworth    | 1.18,104 |          |          | 22   |
| 23  | 23 | Narain Karthikeyan | HRT-Cosworth         | 1.19,576 |          |          | 23   |
| 24  | 22 | Pedro de la Rosa   | HRT-Cosworth         | 1.19,699 |          |          | 24   |

| Vidare från första kvalrundan ▬▬ Vidare från andra kvalrundan ▬▬ |

Noteringar
- ^1  – Pastor Maldonado fick tio platsers nedflyttning.[1]

## Loppet
| Pos. | Nr | Förare             | Konstruktör          | Varv | Tid         | Grid | P  |
| ---- | -- | ------------------ | -------------------- | ---- | ----------- | ---- | -- |
| 1    | 3  | Jenson Button      | McLaren-Mercedes     | 71   | 1:45.22,656 | 2    | 25 |
| 2    | 5  | Fernando Alonso    | Ferrari              | 71   | +2,734      | 7    | 18 |
| 3    | 6  | Felipe Massa       | Ferrari              | 71   | +3,615      | 5    | 15 |
| 4    | 2  | Mark Webber        | Red Bull-Renault     | 71   | +4,936      | 3    | 12 |
| 5    | 12 | Nico Hülkenberg    | Force India-Mercedes | 71   | +5,708      | 6    | 10 |
| 6    | 1  | Sebastian Vettel   | Red Bull-Renault     | 71   | +9,453      | 4    | 8  |
| 7    | 7  | Michael Schumacher | Mercedes             | 71   | +11,907     | 13   | 6  |
| 8    | 17 | Jean-Éric Vergne   | Toro Rosso-Ferrari   | 71   | +28,653     | 17   | 4  |
| 9    | 14 | Kamui Kobayashi    | Sauber-Ferrari       | 71   | +31,250     | 14   | 2  |
| 10   | 9  | Kimi Räikkönen     | Lotus-Renault        | 70   | +1 varv     | 8    | 1  |
| 11   | 21 | Vitalij Petrov     | Caterham-Renault     | 70   | +1 varv     | 19   |    |
| 12   | 25 | Charles Pic        | Marussia-Cosworth    | 70   | +1 varv     | 22   |    |
| 13   | 16 | Daniel Ricciardo   | Toro Rosso-Ferrari   | 70   | +1 varv     | 15   |    |
| 14   | 20 | Heikki Kovalainen  | Caterham-Renault     | 70   | +1 varv     | 20   |    |
| 15   | 8  | Nico Rosberg       | Mercedes             | 70   | +1 varv     | 9    |    |
| 16   | 24 | Timo Glock         | Marussia-Cosworth    | 70   | +1 varv     | 21   |    |
| 17   | 22 | Pedro de la Rosa   | HRT-Cosworth         | 69   | +2 varv     | 24   |    |
| 18   | 23 | Narain Karthikeyan | HRT-Cosworth         | 69   | +2 varv     | 23   |    |
| 19   | 11 | Paul di Resta      | Force India-Mercedes | 68   | Krasch      | 10   |    |
| Ret  | 4  | Lewis Hamilton     | McLaren-Mercedes     | 54   | Kollision   | 1    |    |
| Ret  | 10 | Romain Grosjean    | Lotus-Renault        | 5    | Krasch      | 18   |    |
| Ret  | 18 | Pastor Maldonado   | Williams-Renault     | 1    | Krasch      | 16   |    |
| Ret  | 19 | Bruno Senna        | Williams-Renault     | 0    | Kollision   | 11   |    |
| Ret  | 15 | Sergio Pérez       | Sauber-Ferrari       | 0    | Kollision   | 12   |    |

| Förare och stall som tog poäng ▬▬ |

## Ställning efter loppet
|     | Pos. | Förare           | Poäng |
| --- | ---- | ---------------- | ----- |
| ▬   | 1    | Sebastian Vettel | 281   |
| ▬   | 2    | Fernando Alonso  | 278   |
| ▬   | 3    | Kimi Räikkönen   | 207   |
| ▬   | 4    | Lewis Hamilton   | 190   |
| ▲ 1 | 5    | Jenson Button    | 188   |

|   | Pos. | Konstruktör      | Poäng |
| - | ---- | ---------------- | ----- |
| ▬ | 1    | Red Bull-Renault | 460   |
| ▬ | 2    | Ferrari          | 400   |
| ▬ | 3    | McLaren-Mercedes | 378   |
| ▬ | 4    | Lotus-Renault    | 303   |
| ▬ | 5    | Mercedes         | 142   |

Noteringar
- Endast de fem bästa placeringarna i vardera mästerskap finns med på listorna.
- För mer information om säsongen och fullständiga sluttabeller, se artikeln Formel 1-VM 2012.